# United Biscuits
United Biscuits Topco Ltd. – brytyjskie przedsiębiorstwo branży spożywczej, zajmujące się produkcją ciastek i przekąsek. W 2006 roku przedsiębiorstwo zostało nabyte przez konsorcjum Blackstone Group oraz PAI Partners. Siedziba United Biscuits znajduje się w Hayes, w Hillingdon, w Londynie.
Przedsiębiorstwo powstało w 1948 roku w wyniku połączenia spółek McVitie & Price oraz MacFarlane Langents Ltd..
W 2010 roku United Biscuits zatrudniało 8323 pracowników.